# Hans-Jürgen Weißbach
Hans-Jürgen Weißbach (* 29. März 1950 in Cuxhaven-Lüdingworth) ist ein deutscher Soziologe. Seine Arbeitsschwerpunkte sind Innovationsmanagement, Entrepreneurship und wissenschaftliche Weiterbildung.

## Leben
Weißbach besuchte das Gerhard-Rohlfs-Gymnasium in Bremen-Vegesack und studierte Soziologie an der Freien Universität Berlin u. a. bei Theo Pirker. Nach dem Diplom (1974) war er am Institut für Soziologie als wissenschaftlicher Mitarbeiter mit Schwerpunkt Arbeitsmarkt- und Industriesoziologie tätig. 1980 wechselte er an die Sozialforschungsstelle Dortmund. Seit 1985 arbeitete er als selbstständiger Industrie- und Gründungsberater, u. a. in der Bekleidungs- und IT-Industrie. 1989 wurde er an der Universität Dortmund zum Dr. rer. pol. promoviert und führte dort Forschungsprojekte zu Risiken vernetzter Technologien durch. 1990 gründete er mit Thomas Malsch und anderen das bis 2025 bestehende IUK-Institut für sozialwissenschaftliche Technikforschung in Dortmund, dessen Geschäftsführer er bis 1996 war. 
Weißbach war Lehrbeauftragter an verschiedenen Hochschulen, u. a. an der Universität Münster, der TU Cottbus und der Universität Kassel. Von 1995 bis 2014 war er Professor für Technikbewertung und Innovationsmanagement an der Frankfurt University of Applied Sciences, wo er zuletzt am Fachbereich Wirtschaft und Recht mit dem Schwerpunkt Existenzgründung arbeitete. Heute lebt er in Kiel.
Sein Bruder Rüdiger Weißbach ist Kommunikationswissenschaftler und lehrt an der HAW Hamburg.

## Arbeitsschwerpunkte
1999 erhielt Weißbach den Innovationspreis der FH Frankfurt für die Etablierung der Gründerausbildung. Dort initiierte er 2005 die Gründung des Instituts für Entrepreneurship, dessen Geschäftsführender Direktor er bis 2012 war. 2011 begründete er das berufsbegleitende MBA-Programm Entrepreneurship & Business Development der Frankfurt University of Applied Sciences.
Aus Anlass der Hartz-Reformen 2005 adaptierte er die vom NBCC international international zertifizierte Weiterbildung zum Global Career Development Facilitator für Berufs- und Karriereberater und 2009 gemeinsam mit Barbara Weißbach die ebenfalls vom NBCC entwickelte Weiterbildung zum Mental Health Facilitator für deutsche Hochschulen, Behörden und Industriebetriebe.
Gemeinsam mit Horst Miethe erstellte er eine statistische Analyse des Sonderversorgungssystems der hauptamtlichen Mitarbeiter des ehemaligen Ministeriums für Staatssicherheit der DDR, die dem Bundessozialgericht vorlag.
In Kooperation mit dem IWH – Institut für Wirtschaftsforschung Halle erstellte er das Gutachten des IUK-Instituts zu den sozioökonomischen Folgen einer Austragung der Olympischen Spiele 2012 für Stadt und IHK Leipzig, dessen Methodik auch von anderen Städten bzw. für andere Großevents übernommen wurde.
2023 legte er mit Henry Urmann eine eigene Interpretation des auf der documenta fifteen 2022 entfernten Bildes People's Justice von Taring Padi vor und stellte eine antisemitische Motivation des Bildes in Abrede.